# Chris Cook
Christopher Anthony Cook –conocido como Chris Cook– (South Shields, 5 de mayo de 1979) es un deportista británico que compitió en natación.
Ganó una medalla de bronce en el Campeonato Mundial de Natación en Piscina Corta de 2006 y una medalla de bronce en el Campeonato Europeo de Natación en Piscina Corta de 2005.
Participó en dos Juegos Olímpicos de Verano, entre los años 2004 y 2008, ocupando el sexto lugar en Pekín 2008, en la prueba de 4 × 100 m estilos.

## Palmarés internacional
| Campeonato Mundial en Piscina Corta | Campeonato Mundial en Piscina Corta | Campeonato Mundial en Piscina Corta | Campeonato Mundial en Piscina Corta |
| Año                                 | Lugar                               | Medalla                             | Prueba                              |
| ----------------------------------- | ----------------------------------- | ----------------------------------- | ----------------------------------- |
| 2006                                | Shanghái (China)                    | Medalla de bronce                   | 50 m braza                          |
| Campeonato Europeo en Piscina Corta |                                     |                                     |                                     |
| Año                                 | Lugar                               | Medalla                             | Prueba                              |
| 2005                                | Trieste (Italia)                    | Medalla de bronce                   | 4 × 50 m estilos                    |